# Штурм Єльця
Штурм Єльця (20 липня 1618 року) — взяття московської фортеці козаками гетьмана Петра Конашевича-Сагайдачного на початку походу на Москву. Запорожці знищили потужний гарнізон, що міг загрожувати тилам війська та взяли з міщан великий викуп.

## Передісторія
У квітні 1617 року польський королевич Владислав Ваза вирушив із Варшави походом на Москву. Метою кампанії було повернути собі трон московського царя (у 1610 році московські бояри обрали Владислава царем). Навесні 1618 року коронне військо стало табором біля Вязьми. Однак через нестачу грошей на зарплатню для жовнірів армія почала танути. Уряд Речі Посполитої звернувся по допомогу до Війська Запорозького.
У червні 1618 року 20-тисячне козацьке військо на чолі з гетьманом Петром Конашевичем-Сагайдачним виступило походом на Москву, обравши південний шлях для наступу — від Путивля. Там московські сили були слабкіші, аніж на смоленському напрямкові.
7 липня козаки взяли штурмом одне з найбільш укріплених міст на півдні Московії — Лівни. Воєвода Микита Черкаський потрапив у полон, інший — Петро Данілов — загинув у бою. Запорожці знищили всіх оборонців фортеці. 10 липня — козаки виступили до Єльця.

## Сили сторін
Єлець був добре укріпленим містом із сильною артилерією. Гарнізон також був потужним — щонайменше, 1 800 бійців — дворян, «дітей боярських», стрільців і козаків. «Дітей боярських», згідно з «розрядними» списками, в місті налічувалось 885. Також напередодні приходу козаків надійшло підкріплення — невідома кількість вояків мценського воєводи. Згідно з перехопленим лісовчиками листом із Москви — у Єльці було 7 000 ратників. Історик П. Сас вважає такі дані перебільшеними. На його думку — Сагайдачний вирішив будь що здобути Єлець, а не обходити місто, щоб не залишати в тилу великі сили противника.
Військо П. Конашевича-Сагайдачного налічувало приблизно 20 тисяч козаків і джур.

## Бойові дії

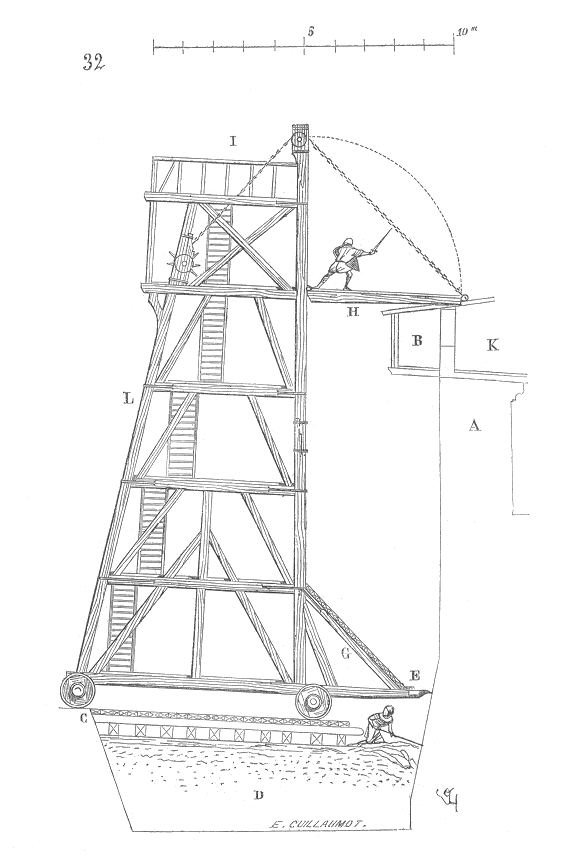
Облогова вежа

Козаки підійшли до Єльця 16 липня. Табір облаштували на над берегами річок Єлець і Лунка. Підготовка до штурму тривала кілька днів: запорожці майстрували тури — дерев'яні пересувні башти, які мали підвести під стіни фортеці. Гарнізон міста намагався завадити цьому, здійснюючи вилазки. Під однієї з таких вилазок московити потрапили у козацьку засідку та зазнали великих втрат.
У ніч з 19 на 20 липня запорожці оточили єлецький острог з усіх боків. Штурм Новосільських і Лівенських воріт тривав усю ніч: московити відбили три приступи. На світанку несподівано для обложених козацькі підрозділи вдарили з північного сходу, з боку гори Аргамак. Запеклий бій за Аргамацькі ворота тривав приблизно до другої години дня. Попри завзятий опір московитів — запорожці прорвалися всередину укріплень.
Московські воєводи Андрій Полєв і Іван Хрущов намагались організувати оборону всередині міста — на підступах до цитаделі, проте під натиском козаків московити не встояли і кинулися втікати. Запорожці притисли розгромлених оборонців Єльця до річки Сосни. Московити кидалися в воду, щоб врятуватися. Козаки виловлювали їх з річки та брали у полон. Так полонили і воєводу А. Полєва та царського піддячого С. Бредіхіна.
Кілька сотень московитів на чолі з І. Хрущовим відступили до цитаделі. Звідти послали парламентарів до П. Конашевича-Сагайдачного — єлецьких священиків. Ті просили козаків не палити місто і не вбивати його мешканців. За це пообіцяли викуп — у Єльці саме перебувало посольство із Москви до Бахчисарая, що везло «упоминки» (данину) для кримського хана — 8 467 рублів. Козацький гетьман прийняв такі умови капітуляції.
У полон козаки забрали обох воєвод з їхніми дружинами, а також царських дипломатів М. Челюсткіна та С. Хрущова, та інших членів посольства. Решту полонених московських вояків — відпустили. Натомість — полонили 640 жителів Єльця — згідно зі списком, складеним воєводою Валуєвим у 1619 році. Більшість полонених — юнаки віком від 9-ти до 20-ти років. Їх козаки використовували як джур-слуг. Під час боїв були спалені острог і посад Єльця. Впродовж наступних днів козаки піддавали розоренню околиці міста.

## Втрати
У листі до королевича Владислава П. Конашевич-Сагайдачний писав, що у боях за Єлець загинуло та дістало поранення багато козаків. Ворожі втрати запорозький гетьман оцінив у 20 тисяч «воєнних людей». Із московських «розрядних» списків нам відомо про загибель щонайменше 120-ти місцевих «дітей боярських» під час штурму міста. Ще 31 загинув згодом від отриманих ран. Точні втрати представників інших «служилих» верст невідомі. За оцінкою російського дослідника Ю. Чурсіна — під час боїв за Єлець загинуло чи потрапило в полон понад 1100 московитів. Це більша частина гарнізону та 11-14 % від усього тогочасного населення міста.

## Наслідки
Звістка про падіння Лівен і Єльця блискавично дійшла сусідніх московських міст і посіяла в них паніку. Гетьман Сагайдачний відправив частину свого війська на чолі з полковником М. Дорошенком у рейд на Рязань. Воєводи низки міст на шляху руху козаків (Лебедянь, Данков) утекли, гарнізони здавалися без бою.
Пам'ять про розорення, завдане Єльцю запорожцями, місцеві мешканці зберегли до ХІХ ст., розглядаючи його як «кару Господню за сприяння самозванцям».